# ペリスタイル

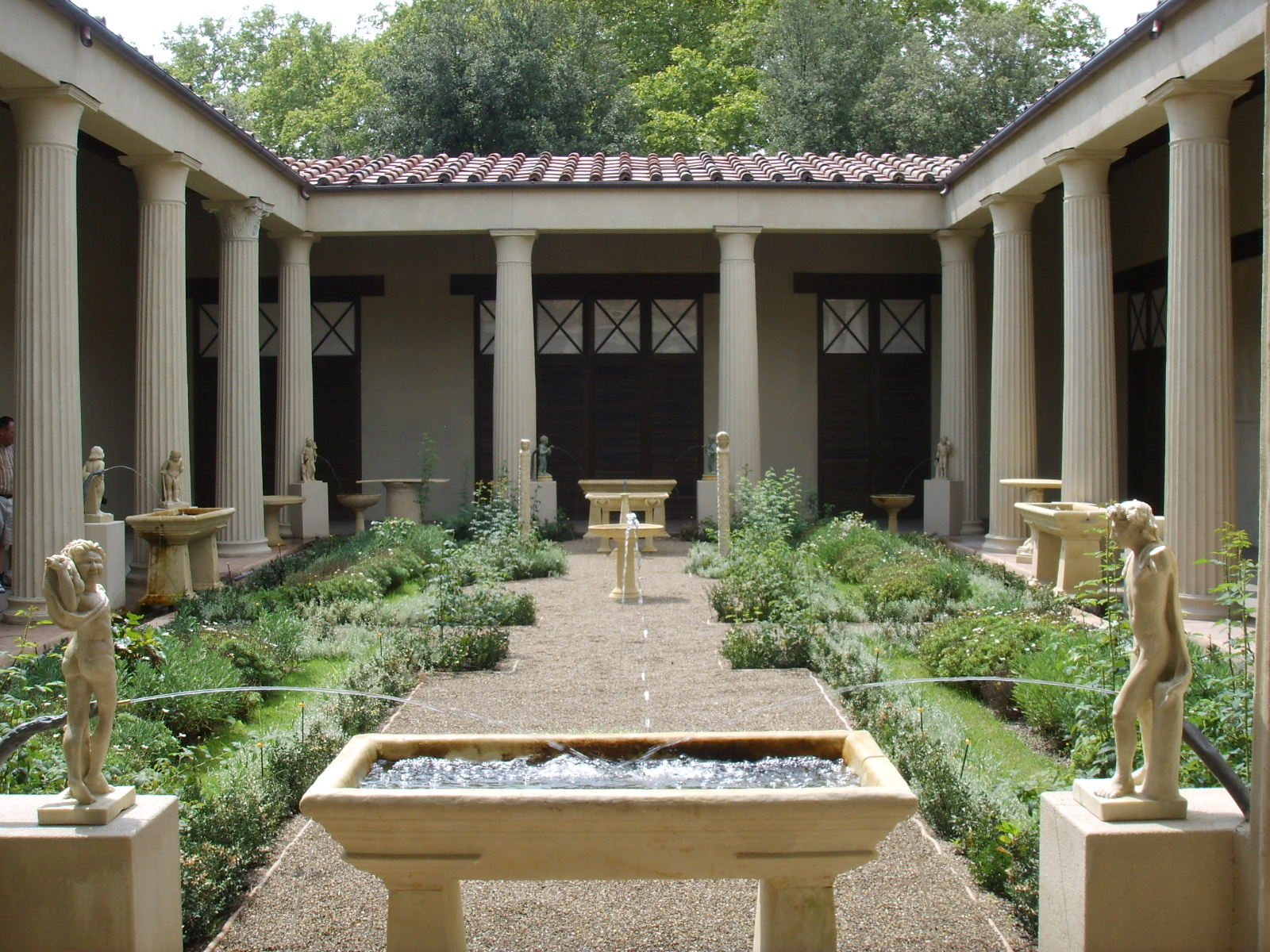
ポンペイのローマ様式のペリスタイルと中庭を復元したもの

ペリスタイル（peristyle）は、ギリシア建築やローマ建築における、柱のあるポーチ、または中庭を取り囲むコロネードで中央に庭園などがあるものを指す。"tetrastoon"（希: Τετραστωον、4つのアーケード）とも呼ぶ。列柱郭とも。ローマ建築を受け継いだキリスト教の教会建築では、ローマの旧サン・ピエトロ大聖堂などのバシリカが、ペリスタイルで囲まれた前庭の背後にあって、表通りから隔てられていた。その後、ペリスタイルからクロイスター(回廊)へと発展していった。

## ローマ建築でのペリスタイル
田舎では、裕福なローマ人はヴィラ (villa) を整備された庭園で囲んでいたが、都会のローマ人は庭園をドムス (domus) の中にこしらえた。特に広々とした中庭を peristȳlium と呼び、周囲を円柱や四角い柱と屋根のかかったポルチコで取り囲み、壁は精巧な風景やトロンプ・ルイユを描いた壁画で装飾していた。ポルチコまたは中庭に、守護神であるラレースを祀ったララリウムを設置することもあった。中庭には、草花、低木、噴水、ベンチ、彫刻、魚の泳ぐ池などもあった。ローマ人は可能な限りペリスタイルに大きなスペースを割いた。北アフリカで特にペリスタイルが大規模化したが、ペリスタイルを大きくするためにポルチコを小さくすることもしばしばあった。

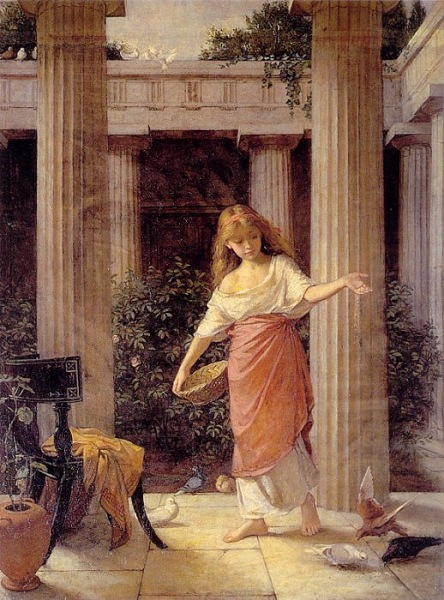
ジョン・ウィリアム・ウォーターハウス (1849-1917) の "In the Peristyle"。Rochdale Art Gallery, Rochdale, England.

ローマのドムスの終焉は、古典文化の終焉の印の一つでもあった。Simon P. Ellis は「ローマ様式のペリスタイルのある邸宅が見られなくなったことは、古代世界とその生活様式の終焉を意味する。ペリスタイルのある邸宅は紀元550年以降には建てられなくなった」と述べている。5世紀以降、ペリスタイルが少なくなると同時に、宮殿のような建物は拡張され、豪華になっていった。これは権力と古典文化がごく一部の階級に集中していったことを意味し、有力者のバシリカや謁見室が公的な性格を帯びて拡張されていった。東ローマ帝国ではその終焉はもっと後のことである。Ellisによれば、東ローマ帝国で最後に新築されたペリスタイルのある邸宅はアルゴスの "House of the Falconer" で、床にあるモザイクの様式から530年から550年に建てられたものとされている。既存の邸宅は多くの場合、より多くのあまり裕福でない人々が住めるよう改造され、キュレネの "House of Hesychius" に見られるように列柱やポルチコの柱に壁を設けて小さい部屋をたくさん作るなどした。

## その他の用法
古代エジプトの建築はギリシアやローマよりも古いが、エジプトの宮殿建築の同じような部分もペリスタイルと呼ばれることがある。レバントのイワーン（リワーン）と呼ばれる、住宅に見られる類似の構造の玄関ホールも「ペリスタイル」と呼ぶことが多い。